# Бабушкін Василь Степанович
Бабушкін Володимир Петрович нар. 18 травня 1928, Астрахань, РРФСР, СРСР —†25 червня 1985, Солікамськ, СРСР) —— відомий кримінальний авторитет, злодій в законі на прізвисько «Вася Бріліант». Легендарний лідер злочинного середовища в СРСР, російський злодій в законі «старого гарту», один з яскравих представників кримінального світу.
Загалом Вася Бріліант у місцях позбавлення волі провів майже 43 роки. В 1985 році він помирає у в'язниці Білий Лебідь.Офіційна версія смерті — самогубство.

## Фільми
- Про життя і смерті Володимира Бабушкіна знятий документальний фільм «Короновані злодії» з циклу «Слідство вели...» з Леонідом Каневським, НТВ .
- Сюжет, присвячений Володимиру Бабушкіну, входить в документальний фільм «Злодій» з циклу «Легенди злочинного світу», канал ДТВ.
- Гио Піка написав пісню в пам'ять Володимира Бабушкіна під назвою «Пісня Білого Лебедя»
- У 2017 році Mr. Credo записав пісню, присвячену Володимиру Бабушкіну, під назвою «Вася-Діамант»